# 山窿謝記魚蛋

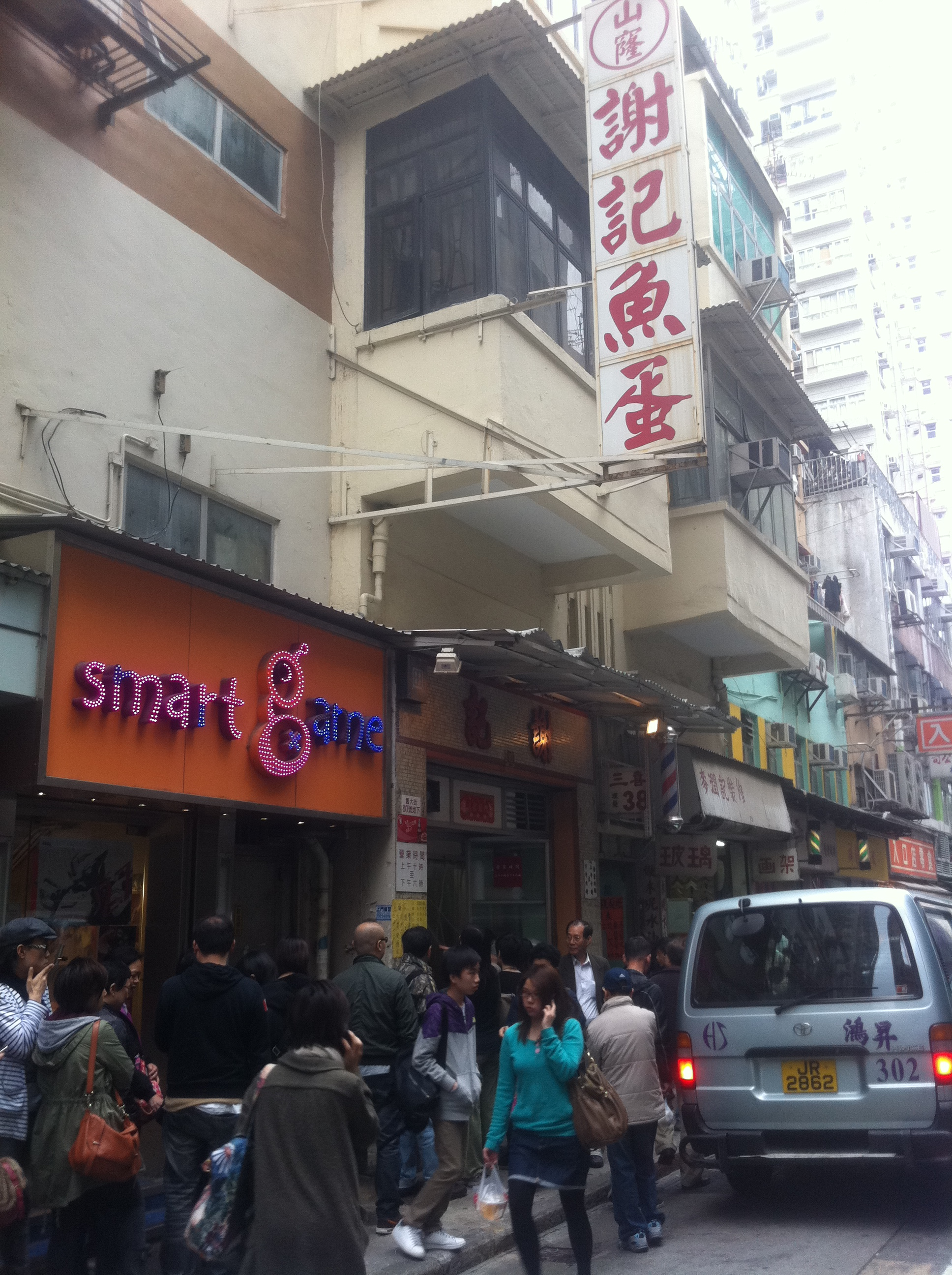
山窿謝記魚蛋招牌及門口

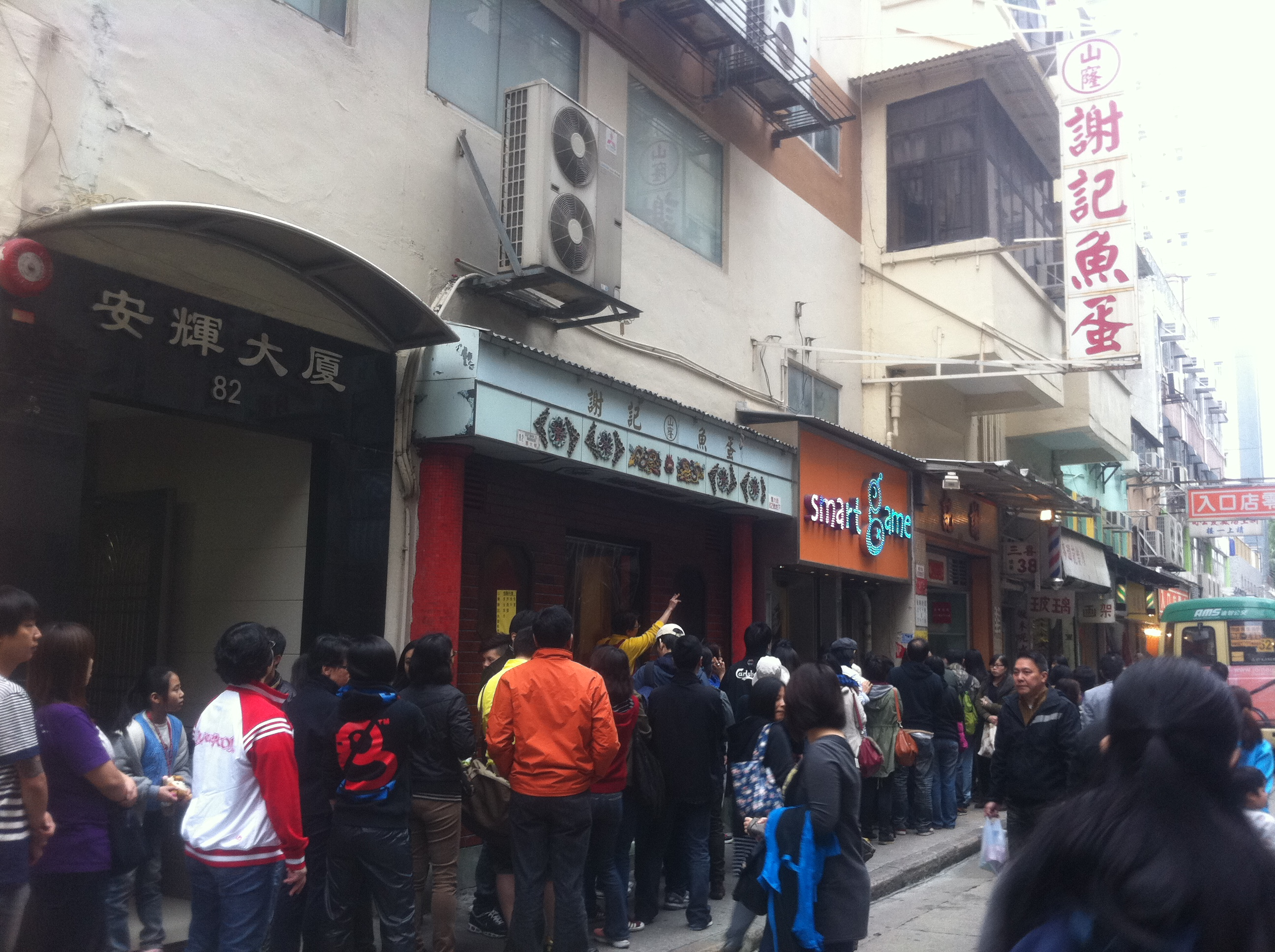
山窿謝記魚蛋門口

山窿謝記魚蛋（簡稱謝記魚蛋）是香港一家已結業的著名老字號食肆，位於香港仔舊大街，於1946年開業，主要售賣魚蛋、魚片、魚皮雲吞、炸魚皮及腐皮卷。

## 歷史
謝記魚蛋於1946年由一名謝姓小販創辦，最初是在香港仔十五間山坡旁的一條狹窄後巷擺檔，由於客人光顧就像走進山洞（粵語稱「山窿」），故被稱為「山窿謝記」。1974年，謝記魚蛋購入香港仔舊大街的舖位經營，店內的裝潢設計帶有濃厚中式色彩。
2012年2月21日，謝記魚蛋宣佈由於面對食材和人手短缺，加上不敵通脹，於3月31日結束營業。

## 特色
謝記魚蛋的魚蛋等食品都是每天制作，均用上至少三種魚起肉打漿製作。著名食客包括前港督彭定康、前政務司司長唐英年、食家蔡瀾、名廚黃永幟、歌手陳奕迅及影帝梁家輝等。

## 外部連結
- 山窿謝記魚蛋 （页面存档备份，存于） - Openrice
- 山窿謝記魚蛋 - 香港南區遊（南區區議會）